# Arabiska språket i Sverige

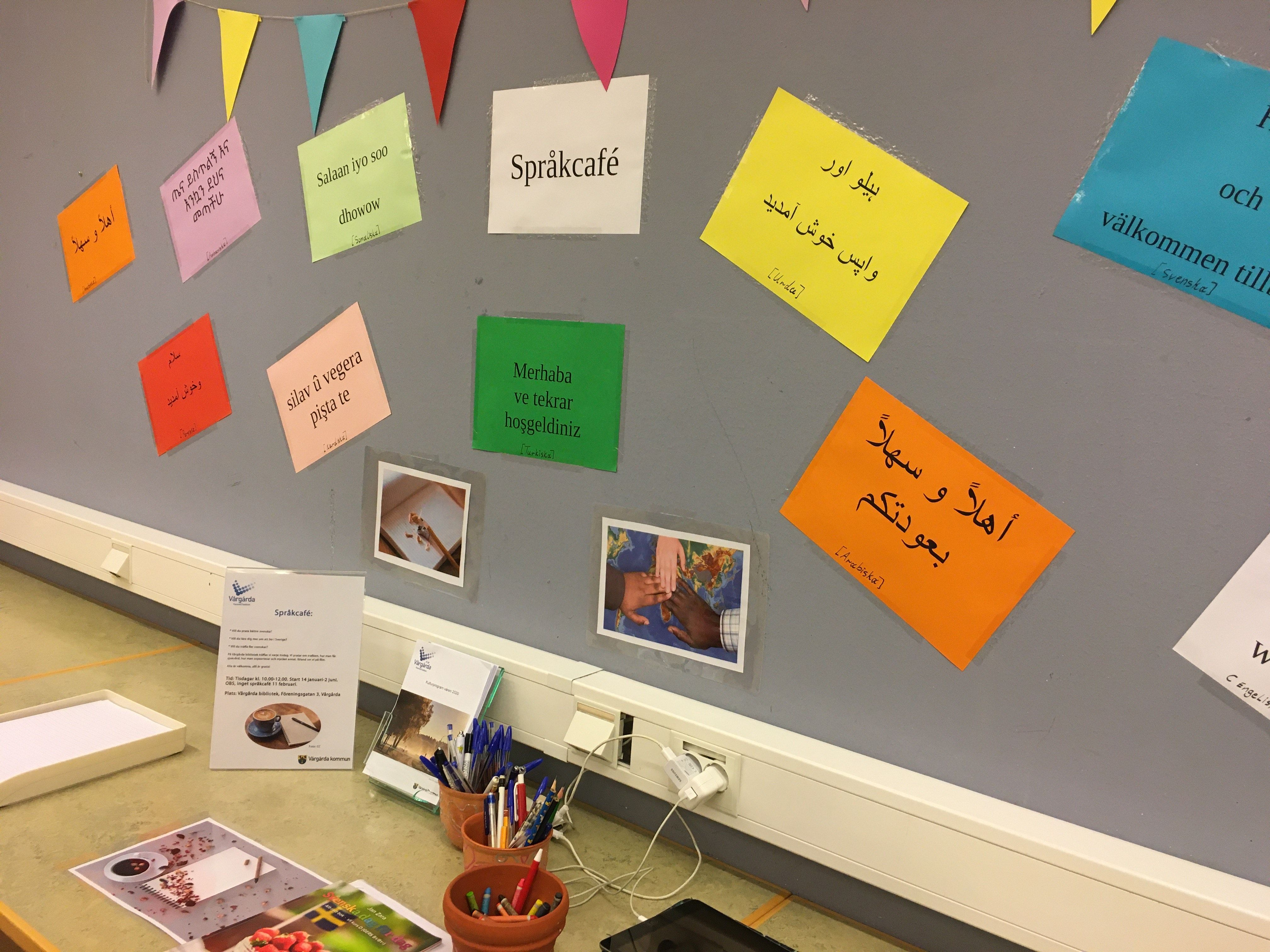
Språkcafé på Vårgårda bibliotek, 2020.

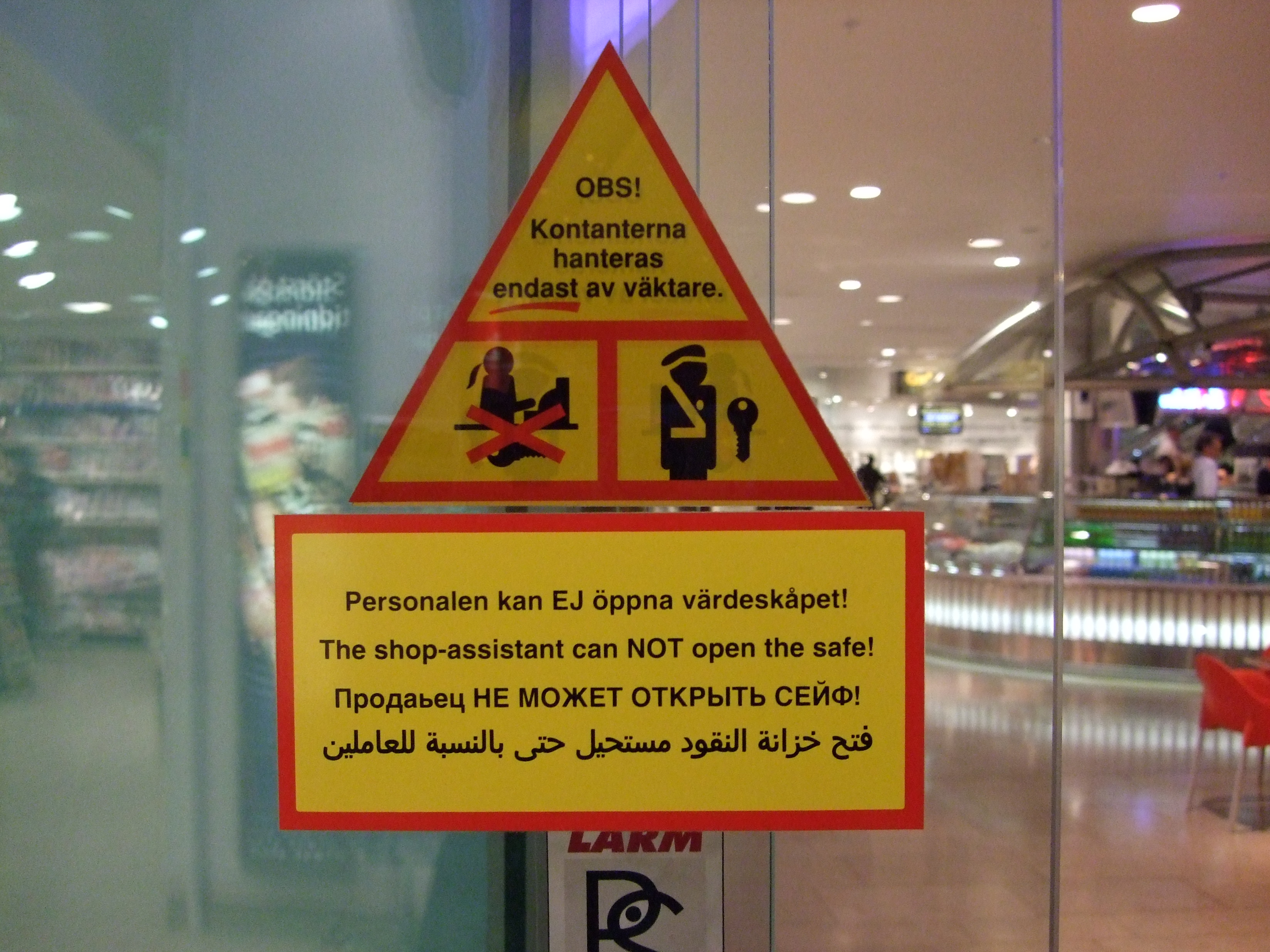
Fyrspråkig butiksskylt med arabiska underst.

Arabiska är invandrarspråk och näst största modersmål i Sverige, efter svenska språket och före finska språket som historiskt varit näst största modersmål, enligt bland andra språkvetaren Mikael Parkvall. Arabiska är inte ett av Sveriges nationella minoritetsspråk trots att språket är näst störst, vilket förklaras av att  språket inte talats i Sverige en längre tid; vad gäller antalet talare finns inga uppgifter utan enbart uppskattningar eftersom Statistiska centralbyrån eller andra myndigheter i Sverige inte för statistik över antalet talare av språk.
Arabiska språket används i viss utsträckning av butiker/företag som vill rikta reklam/eller marknadsföra produkter och/eller livsmedel mot den arabiskspråkiga befolkningen i Sverige.
I mitten av 2010-talet, under flyktingkrisen 2015, invandrade många arabiskspråkiga från länder såsom Irak och Syrien.
I Sverige kan man läsa arabiska på flera högskolor och universitet.

## Arabiskspråkiga institutioner
Svenska nyheter på arabiska ges av bland andra Sveriges Radio, Alkompis (sedan 2012) och Aktarr.